# Estação Kachirskaia (linha Zamoskvoretskaia)
Kachirskaia (em russo:  Каширская) é uma das estações da linha Zamoskvoretskaia (Linha 2) do Metro de Moscovo, na Rússia. Estação «Kachirskaia» está localizada entre as estações «Kantemirovskaia» e «Kolomenskaia».